# Ophélia Kolb
Ophélia Kolb (* 20. června 1982) je francouzská televizní, filmová a divadelní herečka.

## Životopis
Narodila se do rodiny německé loutkoherečky a tureckého divadelního režiséra Işıla Kasapoğlu. Vystudovala divadelní umění na univerzitě Sorbonne-Nouvelle v letech 2001 až 2005 a současně navštěvovala kurzy na herecké škole národního divadla Chaillot.
Svou hereckou kariéru zahájila v roce 2007, kdy se objevila v seriálu Chez Maupassant a ve filmu Ti, kteří zůstávají. O tři roky později ztvárnila ve filmu Serge Gainsbourg modelku, která inspirovala Serge Gainsbourga. Proslavila se rolí v seriálu Chci mluvit se svým agentem!, kde si zahrála účetní Colette Brancillon, do níž se zamiluje hlavní hrdinka seriálu, Andréa Martel. V roce 2019 získala Molièrovu cenu pro nejlepší herečku ve vedlejší roli, za roli Laury ve hře Tennesseeho Williamse, Skleněný zvěřinec.

## Filmografie

### Celovečerní filmy
| Rok  | Název filmu                 | Režie                  | Role                                 |
| ---- | --------------------------- | ---------------------- | ------------------------------------ |
| 2007 | Ti, kteří zůstávají         | Anne Le Ny             | prodavačka Jennifer                  |
| 2010 | Serge Gainsbourg            | Joann Sfar             | modelka                              |
| 2010 | Jiný Dumas                  | Safy Nebbou            | Marion                               |
| 2012 | Associés contre le crime... | Pascal Thomas          | Gisèle                               |
| 2013 | Gare du Nord                | Claire Simon           | mladá učitelka                       |
| 2014 | Jamais le premier soir      | Mélissa Drigeard       | recepční v salonu                    |
| 2016 | La Vache                    | Mohamed Hamidi         | Stéphanie                            |
| 2017 | Pan a paní Adelmanovi       | Nicolas Bedos          | žena pozvaná na narozeninovou oslavu |
| 2018 | Amanda                      | Mikhael Hers           | Sandrine Sorel                       |
| 2019 | Docteur ?                   | Tristan Séguéla        | Marjolaine Joffrin                   |
| 2020 | Krycí jméno Lev             | Ludovic Colbeau-Justin | Kelly                                |

### Krátkometrážní filmy
| Rok  | Název filmu                                     | Režie                 | Role      |
| ---- | ----------------------------------------------- | --------------------- | --------- |
| 2004 | Pink Room                                       | Alban Mench           | dívka     |
| 2007 | Valériane va en ville                           | Alban Mench           | Valériane |
| 2007 | Dans leur peau                                  | Arnaud Malherbe       |           |
| 2009 | Juste un détour                                 | Pierre Renverseau     | Lucie     |
| 2011 | Les Cybernautes rêvent-ils d'amours digitales ? | Gilles Bindi          | Mélanie   |
| 2016 | Leçon des choses                                | Pierre Dugowson       |           |
| 2017 | Kráska k sežrání                                | Axel Courtière        | oběť      |
| 2017 | Jusqu'à écoulement des stocks                   | Pierre Dugowson       |           |
| 2017 | Je suis boomerang                               | Sébastien Chamaillard |           |
| 2018 | Dinosaure                                       | Pierre Dugowson       |           |

### Televize
| Rok       | Název                              | Role                   | Poznámky                                     |
| --------- | ---------------------------------- | ---------------------- | -------------------------------------------- |
| 2007      | Chez Maupassant                    | Margot                 | seriál, díl: „Histoire d'une fille de ferme“ |
| 2009      | Ce jour-là, tout a changé          | Lucile Desmoulins      | seriál, díl: „Útěk Ludvíka XVI.“             |
| 2010      | Caméra Café 2                      | Anne-Sophie Le Traorec | seriál                                       |
| 2010      | La commanderie                     | Aygline Gallien        | seriál                                       |
| 2010      | Profil zločinu                     | Noémie Bertrand        | seriál, díl: „Comme sa mère“                 |
| 2010      | Žena v taláru                      | Fleur                  | seriál, díl: „Trop jeune pour toi“           |
| 2012      | Main courante                      | Adeline Podron         | seriál, díl: „La Goutte d'eau“               |
| 2014      | La Loi de Barbara                  | Sarah Mayet            | seriál, díl: „Parole contre parole“          |
| 2014      | La Petite Histoire de France       | Ysabeau                | seriál                                       |
| 2015–2020 | Chci mluvit se svým agentem!       | Colette Brancillon     | seriál, vedlejší role                        |
| 2016      | Duel au soleil                     | Julie Castelli         | seriál, díl: „Le Sens de la famille“         |
| 2016      | Prof T.                            | Gwen Quemeneur         | seriál, díl: „Le Visage du tueur“            |
| 2017–2019 | On va s'aimer un peu, beaucoup...  | Audrey Lartigue        | seriál                                       |
| 2018      | Jusqu'à ce que la mort nous unisse | Servane                | televizní film                               |
| 2020      | César Wagner                       |                        | seriál, díl: „Sombres desseins“              |
| 2021      | L'Homme que j'ai condamné          | Inès                   | seriál                                       |
| 2021      | Rebecca                            |                        | minisérie                                    |